# Moses Sichone
Moses Sichone (* 31. Mai 1977 in Mufulira) ist ein ehemaliger sambischer Fußballspieler und jetziger -trainer. Seit dem Jahr 2007 besitzt er auch die deutsche Staatsangehörigkeit.

## Spielerkarriere

### Karriere als Spieler in Deutschland
Vor der Saison 1999/00 suchte der 1. FC Köln, der damals in der 2. Bundesliga angehörte, eine international erfahrene Verstärkung in der Defensive. Für diese Aufgabe ausgewählt wurde Moses Sichone, zum damaligen Zeitpunkt bereits sambischer Nationalspieler und bei den Nchanga Rangers FC unter Vertrag. Sichone wurde mit einem Dreijahresvertrag ausgestattet. Die Ablöse soll 700.000 Mark betragen haben. Die in ihn gesetzten Erwartungen erfüllte Sichone auf Anhieb und eroberte sich sofort einen Stammplatz in der Abwehr der Kölner. Als wichtiger Bestandteil der Mannschaft stieg er mit dem FC am Ende seiner ersten Spielzeit für den Verein in die 1. Liga auf, 2001/02 aber auch wieder ab. Nach seinem zweiten Aufstieg mit den Geißböcken in die höchste deutsche Spielklasse 2003, konnte die Klasse nicht gehalten werden und Sichone stieg 2004 mit Köln in die 2. Bundesliga ab. Danach verlängerte er überraschend seinen Vertrag zum Saisonende nicht. Stattdessen wechselte er zur unterklassigen Alemannia Aachen. Dieser Wechsel bot für ihn aber gleichzeitig auch die Möglichkeit, dort in seiner ersten Saison 2004/05 im UEFA-Pokal aufzulaufen. 2006 folgte der Aufstieg in die Fußball-Bundesliga mit der Alemannia. Als es in der Folgesaison zu einem sofortigen Wiederabstieg kam, wechselte er zu Kickers Offenbach, zu diesem Zeitpunkt wie sein abgebender Verein zweitklassig. In seinen 19 Einsätzen erzielt er drei Tore. Sein auslaufender Vertrag wurde 2008 nicht verlängert.
Sichone hielt sich danach bei den Amateuren vom VfL Wolfsburg und beim 1. FSV Mainz 05 fit. Im September 2008 unterschrieb er beim VfR Aalen einen neuen Vertrag bis zum 30. Juni 2010. Anfang April 2009 wurde er aus dem Kader suspendiert, nachdem er nach einer durchzechten Nacht nicht zum Training erschienen war. Einen halben Monat später kam es bereits wieder zur Aufhebung dieser Strafmaßnahme. Die Begründung durch die sportliche Leitung des Vereins basierte auf dem akuten personellen Notstand zu diesem Zeitpunkt. Mehrere verletzungsbedingten Ausfälle innerhalb des Kaders schränkten die Aufstellungsmöglichkeiten bereits stark ein. Als noch eine Rotsperre für den Abwehrchef Christian Alder hinzu kam, wählte man diese Handlungsalternative. Mit dem Abstieg des VfR Aalen am Ende der Saison in die Regionalliga Süd verlor Sichones Vertrag seine Gültigkeit. Er wechselte daraufhin zum zypriotischen Erstligisten AEP Paphos. Ab Juli 2010 stand er beim FC Carl Zeiss Jena unter Vertrag und verließ mit Ablauf seines Vertrages am 30. Juni 2011 den Verein wieder. Nachdem er eigentlich seine Karriere als Spieler schon hatte beenden wollen, unterschrieb er am 6. Februar 2012 auf Vermittlung von Lukas Podolski beim Kreisligisten FC Bergheim 2000 in Bergheim bei Köln einen Vertrag.

### Nationalmannschaft
Sichone bestritt 44 A-Länderspiele für die Fußballnationalmannschaft von Sambia. Mit der Mannschaft nahm er 1998, 2000 sowie 2002 am Afrika-Cup teil, schied dort mit ihr aber jeweils nach der Vorrunde aus.

## Karriere als Trainer
Zwischen 2013 und 2017 übernahm Sichone verschiedene Trainerpositionen im Nachwuchsbereich bei Alemannia Aachen, wo er auch früher bereits als Spieler aktiv gewesen war. Von November 2018 bis Oktober 2019 betreute er den FC Rhenania 1920 Lohn in der Kreisliga Staffel A Düren mit dem Ziel, in die Bezirksliga aufzusteigen. Nachdem die Rhenania nach sechs Spieltagen in der Saison 2019/20 nur den 9. Tabellenplatz belegte, wurde er nach einem 0:2 gegen den VfVuJ Winden von seinen Aufgaben freigestellt. Bereits parallel dazu war er ab Sommer 2019 auch im Jugendbereich von Viktoria Köln tätig und betreute dort die U17-Junioren als Co-Trainer.
Seit Mai 2022 ist er Co-Trainer der sambischen Nationalmannschaft, bei der er zunächst Aljoša Asanović und anschließend seit Dezember 2022 dessen Nachfolger Avram Grant assistierte. Mit der Mannschaft nahm er am Afrika-Cup 2024 teil.

## Erfolge
- 2000 Aufstieg in die 1. Bundesliga mit dem 1. FC Köln
- 2003 Aufstieg in die 1. Bundesliga mit dem 1. FC Köln
- 2006 Aufstieg in die 1. Bundesliga mit Alemannia Aachen